# Linda Hofstad Helleland
Linda Hofstad Helleland, née le 26 août 1977 à Klæbu, est une femme politique norvégienne, actuelle ministre des Districts et de la Numérisation dans le gouvernement Solberg.

## Biographie
Depuis le 20 novembre 2016, elle est vice-présidente de l'Agence mondiale antidopage.